# Тарасовка (Криничанский район)
Тарасовка (укр. Тарасівка) — село,
Гуляйпольский сельский совет,
Криничанский район,
Днепропетровская область,
Украина.
Код КОАТУУ — 1222082011. Население по переписи 2001 года составляло 15 человек.

## Географическое положение
Село Тарасовка находится в 1-м км от левого берега реки Базавлук,
в 0,5 км от села Малософиевка.
Рядом проходит автомобильная дорога Н-11.

## История
- В 1946 г. хутор №20 переименован в Тарасовку[2].